# Austrolimnophila comantis
Austrolimnophila comantis är en tvåvingeart som beskrevs av Alexander 1948. Austrolimnophila comantis ingår i släktet Austrolimnophila och familjen småharkrankar. Inga underarter finns listade i Catalogue of Life.